# أحمد الغازي الحسيني
الشيخ  أحمد بن أبي الشتاء بن الحسن الغازي الحسيني  (1924 - 2012)، هو عالم ديني مغربي.

## حياته
ولد الشيخ أحمد الغازي الحسيني بمدينة فاس حوالي سنة 1924. من أسرة علمية معروفة، فوالده أبو الشتاء من أعلام المغرب المعروفين الذين تتلمذ على يدهم ثلة من العلماء والفقهاء والأدباء.
حفظ القرآن الكريم في صغره وتلقى مبادئ العلوم عن والده والتحق بجامعة القرويين فدرس العلوم الشرعية واللغوية إلى أن نال شهادة العالمية من القسم الشرعي بجامعة القرويين سنة 1948، وكان عمره لا يتجاوز آنذاك 24 سنة وهو حافظ لكتاب الله وحائز شهادة العالمية، والتحق بسلك العلماء المدرسين بجامعة القرويين سنة 1950، وعين في الدرجة الثالثة من نظامها، فدرّس بها مختلف المواد المقررة، والتحق بالتدريس في كلية الحقوق بجامعة محمد الخامس بالرباط سنة 1976، ونال شهادة دبلوم الدراسات العليا في الحقوق، وعين أستاذا بالمعهد الوطني للدراسات القضائية، والتحق بالتدريس بكلية الشريعة في جامعة القرويين بفاس سنة 1981 بسلك الإجازة، ثم بالسلك الثالث سنة 1987، وتولى التدريس بكلية الحقوق بجامعة سيدي محمد بن عبد الله في فاس.
وفي أواخر الثمانينات عين عضوا بالمجلس العلمي لمدينة فاس ثم نائبا عن رئيس المجلس العلمي.
وأشهر ما عرف عنه إدراكه الدقيق بعلم التوقيت؛ فكان مرجعا لعلماء الأمة الإسلامية فيه والذي يتطلب حسا علميا رياضيا، واعتلى كرسي التوقيت ليصبح أستاذا له بالقرويين منذ أوائل الثمانينات من القرن الماضي. وبالرغم من كبر سن العلامة، لكنه آمن بأن العلم يطلب من المهد إلى اللحد، لينال شهادة دكتوراه الدولة في الحقوق، من جامعة محمد الخامس بالرباط سنة 1994، وعين في السنة نفسها خطيبا للجمعة بجامع القرويين بفاس منذ سنة 1994، بعدما نال شرف اعتلاء منبر الخطابة سنة 1974 بمسجد تونس بفاس. وفي سنة 2010 نال جائزة محمد السادس للفكر والدراسات الإسلامية، اعترافا بجهوده وبحوثه في مجالات الفتوى والعلوم القانونية والفقه والشريعة، والتي سلمها له الملك محمد السادس.

## وفاته
انتقل إلى عفو الله العلامة أحمد غازي الحسيني يوم الجمعة 19 ربيع الآخر 1433 هـ موافق 11 مايو 2012، قبل صلاة المغرب بإحدى مصحات مدينة فاس عن عمر يناهز 86 عاما٬ بعد معاناة طويلة مع المرض. وقد ووري الثرى بعد صلاة الجنازة ظهرا يوم السبت 12 مايو 2012.
وقد بعث ملك المغرب الملك محمد السادس ببرقية تعزية إلى عائلة العلامة أحمد غازي الحسيني ذكر فيها بمناقب الراحل كما أعرب فيها لأفراد أسرة الراحل ولأهله وذويه٬ ومن خلالهم لجميع العلماء والفقهاء الأماثل بالمملكة٬ ولكافة محبيه ورفاقه وطلبته بجامعة القرويين٬ عن أحر التعازي وأصدق مشاعر المواساة.

## دراسات وبحوث وتآليف
- تحقيق كتاب «التدريب على تحرير الوثائق العدلية» لوالده الشيخ الإمام أبي الشتاء ابن الحسن الغازي الحسيني (جزآن).
- تحقيق كتاب «مواهب الخلاق في فقه القضاء» لوالده الشيخ الإمام أبي الشتاء ابن الحسن الغازي الحسيني (جزآن).
- طوارئ القسمة في الشريعة والقانون (جزآن).
- طوائف الصناعة التقليدية بمدينة فاس، وأنظمتها المهنية والقانونية.
- محاضرات في الأحوال الشخصية والميراث.
- مختصر في علم الفرائض.
- فقه خطبة الجمعة.
- شرح بداية المجتهد ونهاية المقتصد للفقيه ابن رشد.
- تأليف في بيان عمليات الاجتهاد الفقهي.
- شرح القانون المدني.
- تآليف أخرى في علم التوقيت والتعديل.

## وصلات خارجية
- سلسلة التعريف بعلماء المغرب